# Aluísio Azevedo

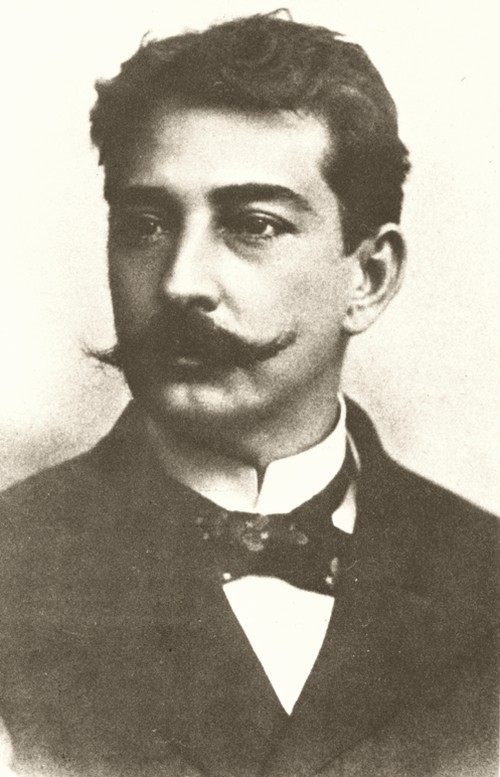
Aluísio Azevedo

Aluísio Azevedo, eigentlich Aluísio Tancredo Gonçalves de Azevedo (Aussprache: [ɐˈlwizju tɐ̃ˈkɾedu ɡõˈsaɫviʒ dʒ ɐze̞ˈvedu]) (* 14. April 1857 in São Luís, Maranhão; † 21. Januar 1913 in Buenos Aires) war ein brasilianischer Diplomat, Schriftsteller und Zeichner.

## Leben
Azevedo entstammte einer wohlhabenden Familie: sein Vater war der portugiesische Vizekonsul in Brasilien David Gonçalves de Azevedo, seine Mutter Emília Amália Pinto de Magalhães (ca. 1818–1888) kam aus einer der führenden Familie Portugals. Der Schriftsteller Artur Azevedo (1855–1908) war sein älterer Bruder.
Mit neunzehn Jahren ging Azevedo 1876 nach Rio de Janeiro, um an der Escola Nacional de Belas Artes Kunst zu studieren. Nach erfolgreichem Abschluss wurde er Karikaturist bei Zeitschriften wie „O Figaro“, „A Semana Illustrada“ oder „Zig-Zag“. Als sein Vater 1878 gestorben war, kehrte Azevedo nach São Luís zurück und kümmerte sich um die Familie. Während dieser Zeit begann er das Zeichnen zu Gunsten des Schreibens zu vernachlässigen und konnte 1880 sehr erfolgreich als Schriftsteller debütieren.
Als er nach Rio de Janeiro zurückkehrte, war er ein bekannter Schriftsteller, obwohl er den Bekanntheitsgrad seines Bruders nie erreichte. Zwischen 1882 und 1895 veröffentlichte er nahezu pausenlos.
Während der Präsidentschaft Prudente de Morais’ repräsentierte Azevedo sein Land am Hof König Alfons XIII. (Madrid) und bei Tenno Meiji (Tokio). Später schickte man ihn als Diplomat an den Hof Victorias (London) und zu Präsident Roque Sáenz Peña nach Buenos Aires. Dort starb Aluísio Azevedo am 21. Januar 1913 im Alter von 55 Jahren.

## Rezeption
Azevedo war mit „Uma Lágrima de Mulher“, seinem ersten Roman, noch sehr der Romantik verhaftet. Doch schon bald fand er im Naturalismus eine passendere Basis für sein Werk. Mit „O Mulato“ schuf er 1881 den ersten naturalistischen Roman der brasilianischen Literaturgeschichte. Dieses Buch verursachte einen Skandal, weil der Autor darin die verhindernde Rolle der Kirche im Kampf gegen Rassendiskriminierung anprangerte.
Gesellschaftspolitisch aktiv, publizierte Azevedo viele Artikel und Pamphlete, in denen er für den Abolitionismus kämpfte. Viele seiner Werke verfasste Azevedo alleine; einige allerdings zusammen mit seinem Kollegen Émile Rouède beziehungsweise mit seinem Bruder. Zusammen mit seinem Bruder gehörte er zu den 40 Gründungsmitgliedern der Academia Brasileira de Letras und hielt ab 1897 den Cadeira Nr. 4.

## Werke
Erzählungen
- Demônios. 1895.

Romane
- Uma Lágrima de Mulher. 1880.
- O Mulato. 1881. (Deutsche Ausgabe: Der Mulatte. 1964).[1]
- Casa de Pensão. 1884. (Deutsche Ausgabe: Ein brasilianisches Mietshaus. 1929)[2]
- Filomena Borges. 1884.
- O Cortiço. 1890. Neuausgabe: Editora moderna, São Paulo, 1991, ISBN 85-16-00149-0
- A Mortalha de Alzira. 1894.

Sachbücher
- O Japão. Chronica. 1894.

Theaterstücke
- Os Doidos. 1879.
- Casa de Orates. 1882.
- O Caboclo. 1886.
- O Adultério. 1891.
- Em Flagrante. 1891.

Werkausgabe
- Obras completas. Editorial Martins, São Paulo 1959/62 (12 Bde.).